# Oost-Georgië

Oost-Georgië

Oost-Georgië (Georgisch: აღმოსავლეთ საქართველო, Aghmosavlet Sakartvelo) verwijst naar het oostelijke deel van Georgië dat in de geschiedenis het koninkrijk Iberië omvatte. In geografische zin verwijst de term naar het grondgebied van Georgië ten oosten en zuiden van het Lichigebergte. Het gebied omvat de hedendaagse regio's (mchare) Sjida Kartli, Mtscheta-Mtianeti Kacheti, Kvemo Kartli, Samtsche-Dzjavacheti en de hoofdstad Tbilisi. 

## Historisch

Het historische Iberië

Oost-Georgië is niet alleen geografisch maar ook cultuur-historisch bepaald. Het oosten van Georgië vormde in de oudheid het koninkrijk Iberië, tegenover Colchis in het westen, en werd in latere eeuwen, na de Vrede van Amasya in 1555, door Perziërs gedomineerd tegenover Ottomanen in het westen. De geografische begrenzing was ook bepalend voor verschillende Georgische machtscentra. Zo werd het oosten lang gedomineerd door koninkrijk Kartlië en Kachetië, en het westen door Egrisi en Imereti.
In het gebied liggen de cultureel-historische gebieden Kartli, Trialeti, Psjavi, Mtioeleti, Toesjeti, Chevsoeretië, Chevi en andere.

## Geografie

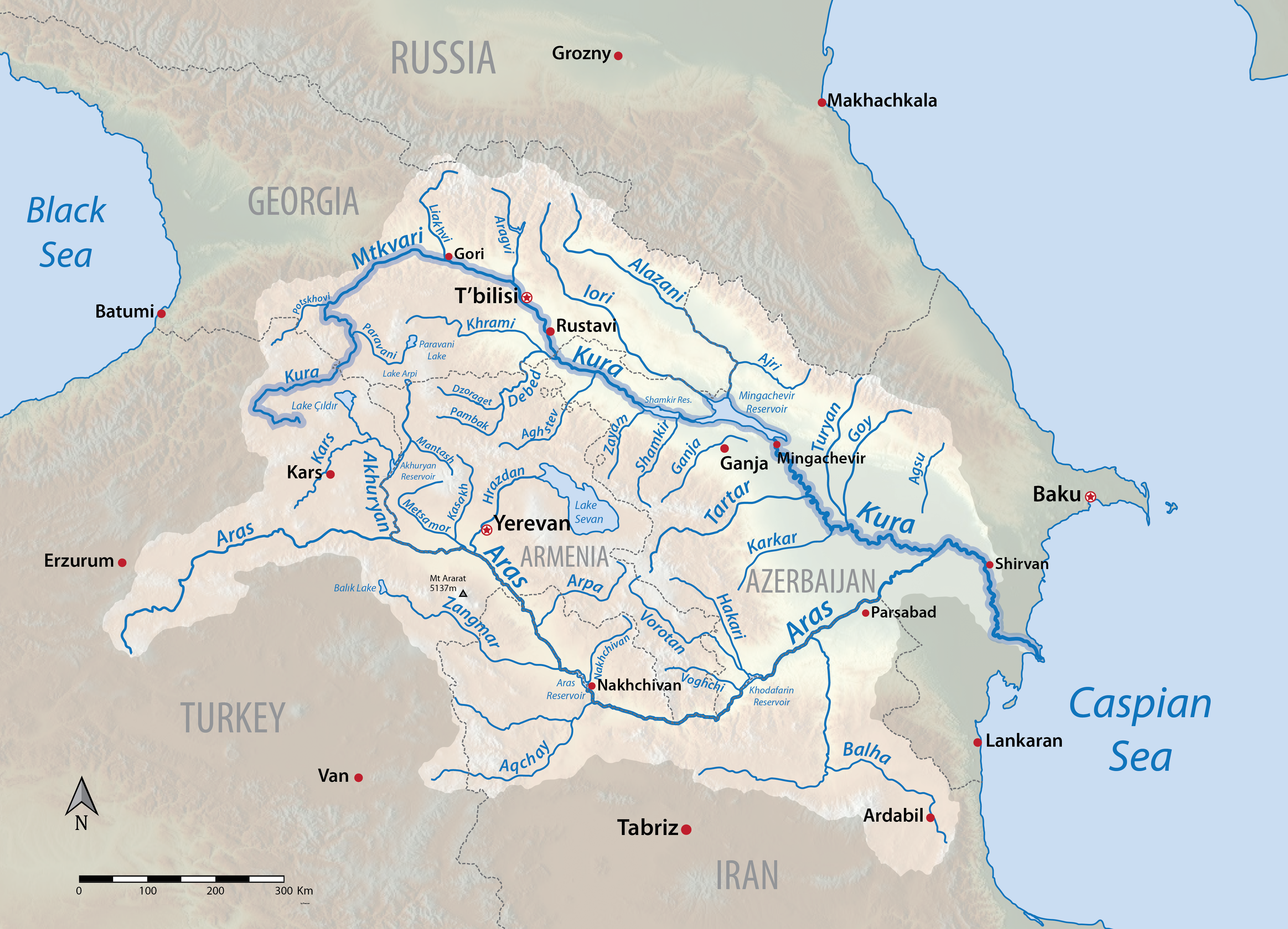
Stroomgebied van de Mtkvari

De grens van oost-Georgië wordt geografisch bepaald door de waterscheiding van de bekkens van de Mtkvari (in het oosten) en Rioni (in het westen). Het water in Oost-Georgië vloeit af naar de Kaspische Zee. Deze waterscheiding wordt gevormd door bergkam van de Lichi-, Mescheti- en Arsianigebergtes. Het uiterste noorden van oost-Georgië, de gemeente Kazbegi en de deelregio's Chevsoeretië en Toesjeti, liggen niet in het bassin van de Mtkvari, maar vloeien wel af naar de Kaspische Zee.
Oost-Georgië bestaat uit de centrale vallei van de Mtkvari, die vanuit Turkije door de lengterichting van oost-Georgië via hoofdstad Tbilisi naar Azerbeidzjan stroomt. Een aantal belangrijke rivieren stromen vanuit de bergen in het noorden en zuiden in de Mtkvari, waaronder de Alazani, de langste rivier in Georgië. Andere belangrijke rivieren in het oosten van Georgië zijn de Aragvi, Chrami en Iori.
Ten noorden van de Mtkvari liggen de Grote Kaukasus en haar subgebergtes, waaronder de Goedamakari- en Gomborigebergtes. Ten zuiden van de Mtkvari liggen de subgebergtes en (hoog)vlaktes van de Kleine Kaukasus, waaronder het vulkanische Samsarigebergte, het Trialetigebergte en het noordelijke deel van het Armeens Hoogland. Het uiterste oosten van Georgië, in het oosten van de regio Kacheti, is een bergachtig steppelandschap gelegen, waar ook het laagste punt van oost-Georgië ligt, de Eldar-vlakte (90 meter boven zeeniveau). De Kazbek is met 5047 meter boven zeeniveau de hoogste berg van oost-Georgië.

### Klimaat
De geografische scheiding tussen oost en west zorgt ook voor een verschillend klimaat tussen de twee helften van Georgië. In het oosten is het voornamelijk droog subtropisch terwijl in het westen een meer nat-subtropisch klimaat heerst. In de vlakten van Oost-Georgië bedraagt de gemiddelde jaarlijkse temperatuur 11-13 °C en bedraagt de jaarlijkse neerslag ongeveer 400-600 mm, terwijl in de bergachtige gebieden de jaarlijkse neerslag 800-1200 millimeter bedraagt. In de laaglanden van West-Georgië en de kustzone van de Zwarte Zee bedraagt de gemiddelde jaartemperatuur ongeveer 14-15 °C met een jaarlijkse neerslag tussen de 1500 en 2700 millimeter. De klimatologische verschillen vertalen zich ook in de minimale hoogte waarop gletsjers in de Grote Kaukasus bevinden. In Oost-Georgië liggen de gletsjertongen op minimaal 3200 meter boven zeeniveau, dat een stuk hoger is dan in West-Georgië.